# 东安街道 (通化县)
东安街道，是中华人民共和国吉林省通化市通化县下辖的一个乡镇级行政单位。

## 行政区划
东安街道下辖以下地区：
文化社区、东生社区、丽景社区和东安村。